# Brasa Dei Festival
Brasa Dei Festival was van 2015 tot en met 2018 een jaarlijks cultuurfestival in TivoliVredenburg Utrecht. Brasa Dei Festival Utrecht verbond verschillende cultuurelementen met optredens die voortvloeien uit de meervoudige culturele bagage van artiesten en kunstenaars, die letterlijk en figuurlijk willen en durven spelen met hun roots. Het Brasa Dei Festival Utrecht was bestemd voor een breed publiek. Men maakt kennis met een ‘smeltkroes van wereldmuziek’. Dit cultuurpodium biedt (semi)professionals en amateurs de kans om vanuit hun bi-culturele achtergrond, invulling te geven aan acts en vernieuwende art performance. Het resultaat was een mix van o.a. kaseko, calypso, latin, baithak gana, salsa en (suri-)pop die zijn verwerkt in zang, muziek, voordracht, dans en literaire optredens op verschillende podia.

## Geschiedenis Brasa Dei
Brasa Dei (uitspraak: Brasa Dee), is het Sranantongo voor Dag van de Omhelzing. Een herkenbaar begrip voor alle generaties Surinaamse Nederlanders (SuriNeds). In de Jaarbeurs Utrecht werd vanaf 1975 tot 1982 jaarlijks een ‘Brasa Dei (Dey)’ gehouden, georganiseerd door de Federatie van welzijnsstichtingen voor Surinamers. Op 25 november 1975 werd Suriname onafhankelijk. Om diverse redenen vertrok een grote groep Surinamers rond die tijd naar Nederland. Ongeacht de redenen van vertrek, bleef het overgrote deel van de hier wonende Surinaamse Nederlanders in contact met familie en vrienden daar. Men had in Nederland de behoefte in het ontmoeten en samenkomen, delen van cultuur en vergaren van informatie over ontwikkelingen en toekomst voor de Surinaamse Nederlander. En het herdenken van de onafhankelijkheidsdag van Suriname op 25 november 1975. Zo ontstond een grootse en landelijke Brasa Dei (Dey), jaarlijks georganiseerd in de Utrechtse Jaarbeurshallen. 
Begin de jaren tachtig kwam de klad erin, door de ontstane tegenstellingen binnen de gemeenschap, vanwege de militaire staatsgreep in 1982. De herkenbaarheid op breed (ver)bindende cultuur als thema voor de SuriNeds in regio Utrecht, maar ook in de rest van Nederland, verdween. Met de stopzetting van subsidieregelingen voor cultuur en daarmee het verdwijnen van vele welzijnsstichtingen, is het moeilijker geworden elkaar te treffen op gemeenschappelijke grondslagen. 
Als vervanging is onder de SuriNeds een festivalcultuur ontstaan, om te voldoen aan de behoefte van herkenning en ontmoeting. De trend in drie van de vier grote steden nader beschouwd, is een duidelijke ontwikkeling op dit gebied te herkennen. Voorbeelden van enkele grotere festivals: Borgoe Festival Rotterdam, Keti Koti Festival Amsterdam, Kwaku Zomerfestival Amsterdam, Milan Summer Festival Den Haag, Suriname Festival Den Haag en het Holland India Festival Den Haag. In Utrecht is door stichting Brasa Dei in 2015 het Brasa Dei Festival geïntroduceerd. Een jaarlijks festival dat plaatsvindt in het Utrechtse Muziekcentrum TivoliVredenburg.

## Brasa Dei 2.0, een nieuwe generatie
De Surinaamse bevolkingsgroep kent verschillende cultuurgroepen. Dit zijn de (Bosland)creolen, indianen, Hindoestanen, Javanen, Chinezen en blanken (boeroe en de bakra) en een steeds groter wordende groep gemengden. De verschillende culturen van de Surinamers, verspreid over heel Nederland in met name de grote steden, hebben zich in de afgelopen decennia zichtbaar en hoorbaar proberen te maken in de Nederlandse maatschappij via diverse culturele en welzijnsorganisaties en activiteiten. Echter, door de stopzetting van de subsidie aan culturele en welzijnsorganisaties door de overheid, dreigt de stem en culturele en artistieke profilering van de Surinaamse Nederlander naar de achtergrond weg te vallen. Het is daarom van belang om de onderlinge verbondenheid in stand te houden, zodat oudere en nieuwe(re) generaties de producties, activiteiten en ontwikkelingen van stem, kunst en cultuur kunnen blijven zien, horen en ontwikkelen. De doelstelling van het Brasa Dei Festival is het bieden van een podium waar deze producties en activiteiten samenkomen en worden vertoond.  
Stichting Brasa Dei is de initiatiefnemer van de doorontwikkeling van het vroegere concept, naar Brasa Dei 2.0 => Brasa Dei Festival. Met een programmering voor een breed publiek en een veel groter en diverser bereik, waar kunst en cultuur centraal staat. De talenten en (semi-)professionele artiesten staan bij het Brasa Dei Festival in de schijnwerpers. Ze krijgen de kans krijgen om vanuit hun bi-culturele achtergrond, invulling te geven aan acts en vernieuwende art performance. Het gaat hier niet meer om de viering van de onafhankelijkheidsdag van Suriname. Maar om de nieuwe generatie.

## Andere initiatieven
Het Brasa Dei Festival kent nog andere varianten die op andere locaties in Nederland worden georganiseerd. Dit zijn onder andere Brasa Dey in Ahoy Rotterdam en nu Brasadag in de Maassilo Rotterdam
Deze festivals zijn niet verbonden met het Brasa Dei Festival Utrecht en kennen andere uitgangspunten. Deze richten zich met name op de viering van de onafhankelijkheidsdag van Suriname. Het uitdragen van de Surinaamse cultuur en de Surinaamse identiteit in Nederland. Gepaard met muziek, entertainment, (stands) eten en drinken. Het concept zoals dit ook werd gebruikt bij de vroegere bijeenkomsten in de Jaarbeurshallen in Utrecht.
https://brasadag.nl